# Făcătoarele de Îngeri din Nagyrév
Făcătoarele de Îngeri din Nagyrév au fost un grup de 26 de femei care locuiau în satul Nagyrev, Ungaria, care între anii 1914 și 1929 au omorât un număr confirmat de 50 de persoane prin otrăvire dar se speculează că ar fi fost până la 300 de persoane. Acest grup le-a furnizat oamenilor arsenic și i-a încurajat să-l folosească în acest scop de către o moașă sau o „femeie înțeleaptă” pe nume Susanna Fazekas, soția lui Gyula Fazekas. Povestea lor este subiectul filmului documentar The Angelmakers și a filmului. Hukkle.  

## Crime
Doamna Fazekas a fost moașă de vârstă mijlocie, care a sosit în Nagyrév în 1911, cu soțul ei lipsind fără explicații. Între 1911 și 1921 ea a fost închisă de 10 ori pentru că a efectuat avorturi ilegale, însă a fost achitată în mod constant de judecători care sprijineau avortul.
În societatea maghiară de la acea vreme, viitorul soț al fetelor era ales de familie și ele erau obligate să accepte alegerea părinților ei. Divorțul nu era permis, chiar dacă soțul era alcoolic sau violent. În timpul Primului Război Mondial, când bărbații capabili au fost trimiși să lupte pentru Austria-Ungaria, satul Nagyrev a fost o locație ideală pentru a ține prizonieri de război ai Aliaților. Datorită libertăților limitate de care se bucurau prizonierii de război din sat, femeile care trăiau acolo aveau adesea unul sau mai mulți iubiți străini, în timp ce soții lor erau departe. Când bărbații s-au întors, mulți dintre ei nu au putut să creadă că soțiile lor i-au înșelat, însă dorința lor de a se întoarce la vechiul stil de viață a dus la multe situații tensionante. În acel moment, Fazekas a început să convingă în secret femeile care doreau să scape de această situație prin a-și otrăvi soții folosind arsenic obținut în urma fierberii hârtiilor de prins muște după îndepărtarea resturilor letale.
După ce inițial și-au ucis soții, unele dintre femei au continuat să-și otrăvească și părinții care deveniseră o povară pentru ei sau pentru a le moșteni averea. Altele și-au otrăvit amanții, unele chiar și pe fiii lor; moașa spunându-le femeilor: „De ce să-i suporți?”
Prima otrăvire din Nagyrev a avut loc în 1911; Fazekas nu a fost singura implicată în acest caz. În curând au urmat moartea altor soți, copii și membri ai familiei. Otrăvirile din oraș au devenit o legendă, iar la mijlocul anilor 1920, Nagyrev era poreclit drept „districtul crimelor”. Au fost estimate aproximativ 45-50 de crime în cei 18 ani pe care doamna Fazekas i-a trăit în cartier. În lipsa unui medic al satului ea era singura persoană cu cunoștințe medicale pe care o avea satul, iar vărul ei era funcționarul care a completat toate certificatele de deces, permițând uciderile să continue nestingherit.

## Urmări
Autoritățile au exhumat zeci de cadavre de la cimitirul local. 34 de femei și un bărbat au fost puși sub acuzare. Ulterior, 26 de făcătoare de îngeri au fost judecate, printre care și Susanna Fazekas (numele de fată: Oláh). Opt au fost condamnate la moarte, dar numai două au fost executate. Alte 12 au primit sentințe cu închisoarea.